# Kity (Owieczki)
Kity – część wsi Owieczki w Polsce położona w województwie łódzkim, w powiecie sieradzkim, w gminie Klonowa.
W latach 1975–1998 Kity administracyjnie należały do województwa sieradzkiego.